# Championnats du monde de duathlon 1993
Navigation
Édition précédente Édition suivante
Les Championnats du monde de duathlon 1993 présentent les résultats des championnats mondiaux de duathlon en 1993 organisés par la fédération internationale de triathlon.
Ces 4e championnats se sont déroulés à Arlington aux États-Unis le 17 octobre 1993.

## Résultats

### Élite
Distances parcourues
| Distances course (kilomètres) | Distances course (kilomètres) | Distances course (kilomètres) |
| Course à pied                 | Cyclisme                      | Course à pied                 |
| ----------------------------- | ----------------------------- | ----------------------------- |
| 5                             | 50                            | 5                             |

| Rang               | Athlète         | Pays        | Temps           |
| ------------------ | --------------- | ----------- | --------------- |
| Médaille d'or      | Greg Welch      | Australie   | 1 h 28 min 23 s |
| Médaille d'argent  | Urs Dellsperger | Suisse      | 1 h 28 min 45 s |
| Médaille de bronze | Spencer Smith   | Royaume-Uni | 1 h 29 min 20 s |

| Rang               | Athlète          | Pays       | Temps           |
| ------------------ | ---------------- | ---------- | --------------- |
| Médaille d'or      | Carol Montgomery | Canada     | 1 h 38 min 35 s |
| Médaille d'argent  | Irma Heeren      | Pays-Bas   | 1 h 40 min 16 s |
| Médaille de bronze | Maddy Tormoen    | États-Unis | 1 h 40 min 42 s |

### Junior
Distances parcourues
| Distances course (kilomètres) | Distances course (kilomètres) | Distances course (kilomètres) |
| Course à pied                 | Cyclisme                      | Course à pied                 |
| ----------------------------- | ----------------------------- | ----------------------------- |
| 5                             | 30                            | 5                             |

| Rang               | Athlète           | Pays           | Temps |
| ------------------ | ----------------- | -------------- | ----- |
| Médaille d'or      | Olivier Hufschmid | Suisse         |       |
| Médaille d'argent  | Danie van Niekerk | Afrique du Sud |       |
| Médaille de bronze | Richard Allen     | Royaume-Uni    |       |

| Rang               | Athlète           | Pays             | Temps |
| ------------------ | ----------------- | ---------------- | ----- |
| Médaille d'or      | Corina Heuberger  | Suisse           |       |
| Médaille d'argent  | Heidi Alexander   | Nouvelle-Zélande |       |
| Médaille de bronze | Francisca Gissler | Suisse           |       |

## Tableau des médailles
| Rang  | Nation           | Or | Argent | Bronze | Total |
| ----- | ---------------- | -- | ------ | ------ | ----- |
| 1     | Suisse           | 2  | 1      | 2      | 5     |
| 2     | Australie        | 1  | 0      | 0      | 1     |
| -     | Canada           | 1  | 0      | 0      | 1     |
| 4     | Afrique du Sud   | 0  | 1      | 0      | 1     |
| -     | Nouvelle-Zélande | 0  | 1      | 0      | 1     |
| -     | Pays-Bas         | 0  | 1      | 0      | 1     |
| 7     | États-Unis       | 0  | 0      | 1      | 1     |
| -     | Royaume-Uni      | 0  | 0      | 1      | 1     |
| Total | Total            | 4  | 4      | 4      | 12    |